# Mesosemia thera
Mesosemia thera is een vlindersoort uit de familie van de prachtvlinders (Riodinidae), onderfamilie Riodininae.
Mesosemia thera werd in 1903 beschreven door Godman.